# Medina (Minnesota)
Medina – miasto w Stanach Zjednoczonych, w stanie Minnesota, w hrabstwie Hennepin.